# Dog Dancing

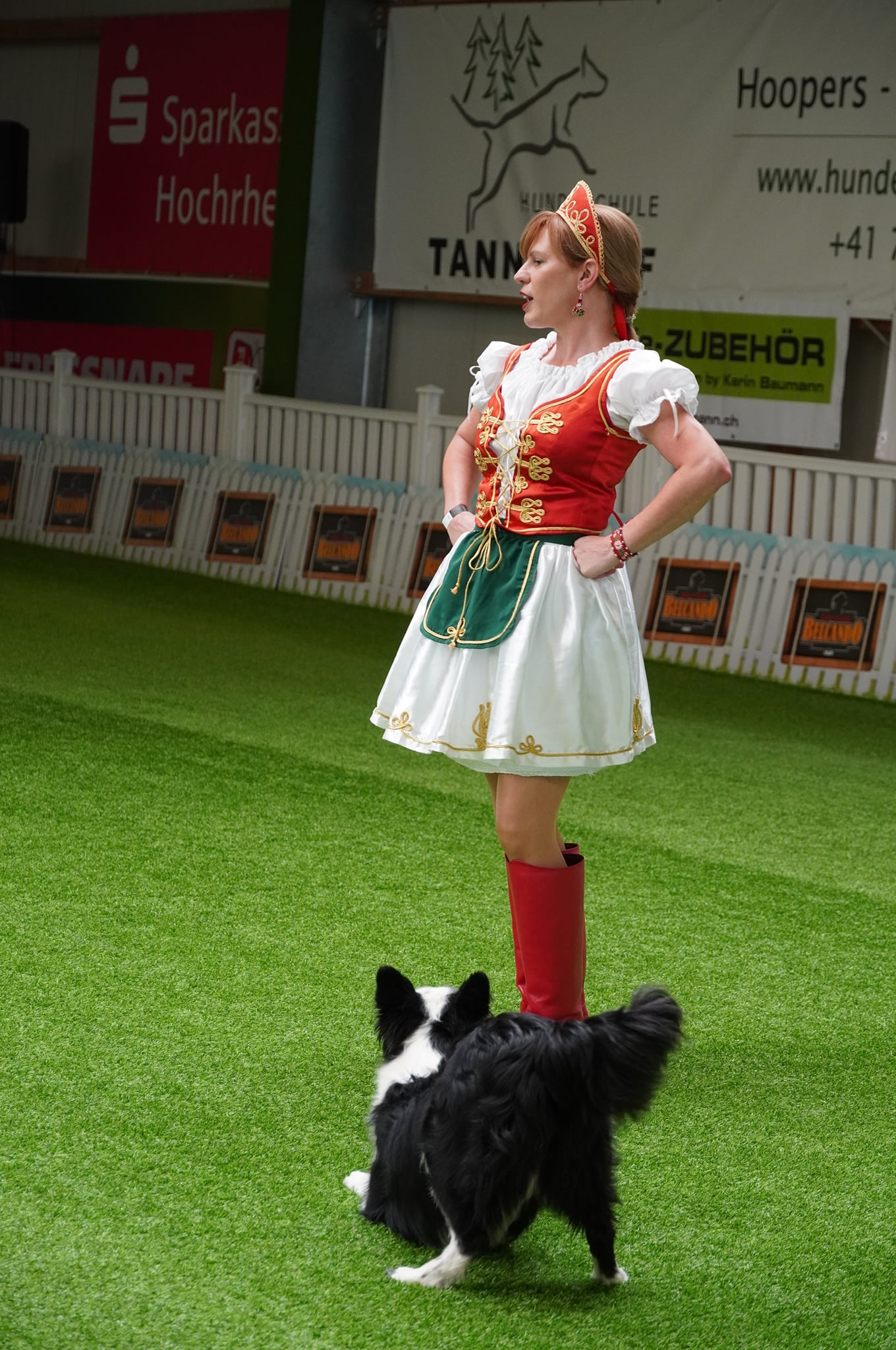
Kriz Orsolya és Josephine OEC - 2021

A Dog Dancing egy magas szintű engedelmes hobbi kutyás sport, ami az 1990-es években kezdett terjedni Európában és Amerikában. Az angol Obedience sportból nőtte ki magát, amiből a szabadon követést (heelwork) kiemelve és kiegészítve számos szabadon követéses pozícióval, zenére kezdtek el koreográfiákat építeni. .

## Táncolnak a kutyák?
Valójában a kutyák nem táncolnak, hanem a felvezető utasítására hajtanak végre feladatokat. A legmagasabb osztályokban előfordul, hogy 60-70 utasítást is kap a kutya a kűr során.
Ezek a kűrök előre megtervezett koreográfia alapján készülnek és a kutyának és felvezetőjének a zenére kell pontosan mozdulnia, dolgoznia.
A hivatalos versenyeken 2-3-4 bíró pontozza a kutya-gazda párosokat művészi, és technikai szempontok alapján.
A Dog Dancing nem egyenlő egy cirkuszi előadással. Szigorú szabályok vonatkoznak a versenyzőkre, öltöztetni a kutyákat tilos, illetve a méltánytalan bánásmód is kizárást von maga után. A nehéz elemeket is úgy kell megtanítani a kutyának, hogy örömmel, lelkesen hajtsa végre a felvezető utasítására.

## Ágazatai
A Dog Dancing két kategóriából (divízió) áll. Heelwork To Music és Freestyle.
Egy kűr lehet táncos előadás, de vicces, vagy drámai történetet is elmesélhetünk.
Ezt a sportot bármilyen fajtájú és nemű kutyával el lehet kezdeni. Nincsenek kötelező trükkök, csak a Heelwork To Music kategóriában a szabadon követés.

### Heelwork To Music
Röviden HTM, vagyis, szabadon követés zenére. Ennél az ágazatnál a kutya nem távolodhat el a felvezetőtől és a nemzetközileg elfogadott 10 db pozícióból kell bemutatnia a lehető legtöbbet. A bírók nézik a pontosságot és a pozíciók irányait.

### Freestyle
Úgynevezett szabad stílus, amelyben már távoli munkákat is bemutat a kutya. Semmilyen korlátozás, megkötés nincs, sem kötelező elemek.

## A Dog Dancing kialakulása
A sport alapja az obedience  (engedelmes kutyás sport). Az 1980-as években Európában Mary Ray  Észak-amerikában Dawn Jecs mutatott be először zenés előadást kutyával.
A freestyle kategória első kiemelkedő magyar származású versenyzője az Angliában élő Szkukalek Attila volt, akit a világ számos országába hívták workshopokat és szemináriumokat tartani, bírálni. 2003-ban Magyarországon is tartott szemináriumot, ezzel párhuzamosan videókazetták felvételeiből tanulva kezdték az érdeklődő kutyások kipróbálni a kutyatáncot. Többen pedig rendszeresen szerepeltek kutyás bemutatókon valamilyen Dog Dancing jellegű előadással. Mary Ray 2018-ig színesítette minden évben a CRUFTS rendezvényt bemutatóival. (2018-ban bejelentette visszavonulását.)
Hazánkban az első Országos bajnokságot 2014 áprilisában szervezték, ami azóta is minden évben Magyarország legnagyobb Dog Dancing versenye.
Magyarország a kezdetektől a német DDI (Dogdance International) szabályzatát követi, amely DDI teljesítménykönyvhöz kötött, de 2021-től A DDI mellett FCI versenyeken is indulhatnak a párosok, külön FCI teljesítménykönyvvel.

## Nemzetközi versenyek
OEC (Open European Championship): 2011 óta létezik Dog Dancing Európa bajnokság, amit hazánkban csak OEC-ként emlegetnek. Ezen az eseményen keverék kutyák, és törzskönyves kutyák is indulhatnak. Minden évben megrendezik valamelyik európai országban, de a világ bármely tájáról nevezhetnek csapatban az országok versenyzői. Osztályok nincsenek, csak két kategória, HTM és Freestyle. Ez a legnépszerűbb és legrangosabb Dog Dancing verseny.
FCI Világbajnokság: kizárólag törzskönyvvel rendelkező kutyák indulhatnak, szintén csapatban nevezhetnek az országok. A verseny korábban a WDS (World Dog Show) keretein belül zajlott, ma már nem függ a WDS-t szervező országtól, de még mindig az FCI szervezi. A kijutás csakis az FCI engedélyével, az adott ország kennel klubján keresztül lehetséges. Két kategóriában indulhatnak itt is a párosok, azaz HTM és Freestyle kategóriában.
CRUFTS: minden tavasszal az angliai Burminghamben rendezik meg ezt a nagyszabású kutyakiállítást, amin belül számos sport is bemutatásra kerül. Emiatt kis létszámú (8-10 versenyző páros) a Dog Dancing mezőny és kizárólag Freestyle kategóriában indulhatnak más országok versenyzői. FCI-s rendezvény, ugyanaz a kijutási rendszer ami a Vb esetében, azonban CRUFTS-ra csak országonként egy kutya-gazdi páros nevezhet.

## Magyar sikerek
A legelső nemzetközileg is sikereket elérő versenyző páros Liszkóczi Csilla és Berry volt, akik 2010-ben 3. helyezettek lettek a CRUFTS-on.
Az első országos bajnokságot 2014-ben rendezték meg Budapesten és az azóta legtöbb országos bajnoki címet elnyerő páros Kriz Orsolya, Magyarország legsikeresebb versenyzője és Josephine nevű, Border Collie fajtájú kutyája, hat Országos bajnoki címmel és számos hazai és nemzetközi győzelemmel. Továbbá a 2019-es Open European Championshipen 7. helyezéssel jutott a top 10-be, ezzel az eddigi legjobb magyar eredményt elérve.
Heelwork To Music kategóriában Juhász Anikó és Izzy (Border Collie) ért el kimagasló eredményeket, szintén több országos bajnoki első helyezéssel.